# 벨라루스 프리미어리그
벨라루스 프리미어리그(벨라루스어: Вышэйшая ліга чэмпіянату)는 벨라루스 축구 연맹이 조직한 벨라루스 프로 축구의 최상위 리그로 2007년 시즌까지는 14개 팀이 참가했으나 2008 시즌부터는 16팀으로 확대 개편되었으며 시즌 종료시에 하위 두팀과 벨라루스 퍼스트 리그(벨라루스어:프레바쟈 리가)의 상위 두팀이 강등 및 승격을 하게 된다.
현재의 리그는 1992년 독립국이 되면서 설립되었다. 이전에는 1911년부터 계속되오던 구 소련 축구 리그(Чемпионат СССР по футболу)의 하부 리그로서의 벨라루스 리그가 존재하고 있었다. 현 리그가 도입된 후부터는 FC 바테(13회)가 최다 우승 팀이며, 그 뒤를 FC 디나모 민스크(7회)가 따르고 있다.

## 2025시즌 클럽팀
- FC 바테
- FC 샤흐타르 솔리고르스크
- FC 고멜
- FC 디나모 민스크
- FC 벨시나 바브루이스크
- FC 토르페도 벨라스 조지나
- FC 나프탄 나바폴라츠크
- FC 네만 흐로드나
- FC 민스크
- FC 디나모 브레스트
- FC 슬라비야 마지르

## 역대 우승 팀
| 시즌    | 우승 팀                  |
| ------- | ------------------------ |
| 1992    | FC 디나모 민스크         |
| 1992–93 | FC 디나모 민스크         |
| 1993–94 | FC 디나모 민스크         |
| 1994–95 | FC 디나모 민스크         |
| 1995    | FC 디나모 민스크         |
| 1996    | FC MPKC 마지르           |
| 1997    | FC 디나모 민스크         |
| 1998    | FC 드네프르 트란스마쉬   |
| 1999    | FC 바테                  |
| 2000    | FC 슬라비야 마지르       |
| 2001    | FC 벨시나 바브루이스크   |
| 2002    | FC 바테                  |
| 2003    | FC 고멜                  |
| 2004    | FC 디나모 민스크         |
| 2005    | FC 샤흐타르 솔리고르스크 |
| 2006    | FC 바테                  |
| 2007    | FC 바테                  |
| 2008    | FC 바테                  |
| 2009    | FC 바테                  |
| 2010    | FC 바테                  |
| 2011    | FC 바테                  |
| 2012    | FC 바테                  |
| 2013    | FC 바테                  |
| 2014    | FC 바테                  |
| 2015    | FC 바테                  |
| 2016    | FC 바테                  |
| 2017    | FC 바테                  |
| 2018    | FC 바테                  |

## 팀별 우승 횟수
| 팀                    | 우승횟수 |
| --------------------- | -------- |
| 바테 보리소프         | 15       |
| 디나모 민스크         | 7        |
| 슬라비야 마지르       | 2        |
| 드네프르 묘길로프     | 1        |
| 벨시나 바브루이스크   | 1        |
| 고멜                  | 1        |
| 샤흐툐르 살리호르스크 | 1        |